# La Gallega
La Gallega – gmina w Hiszpanii, w prowincji Burgos, w Kastylii i León, o powierzchni 17,35 km². W 2011 roku gmina liczyła 65 mieszkańców.